# Beauty and the Barge
Beauty and the Barge er en britisk stumfilm fra 1914 af Harold M. Shaw.

## Medvirkende
- Cyril Maude - Barley
- Lillian Logan - Ethel Smedley
- Gregory Scott - Seton Boyne
- Mary Brough - Mrs. Baldwin
- Judd Green - Dibbs